# 苏珊·卢琪

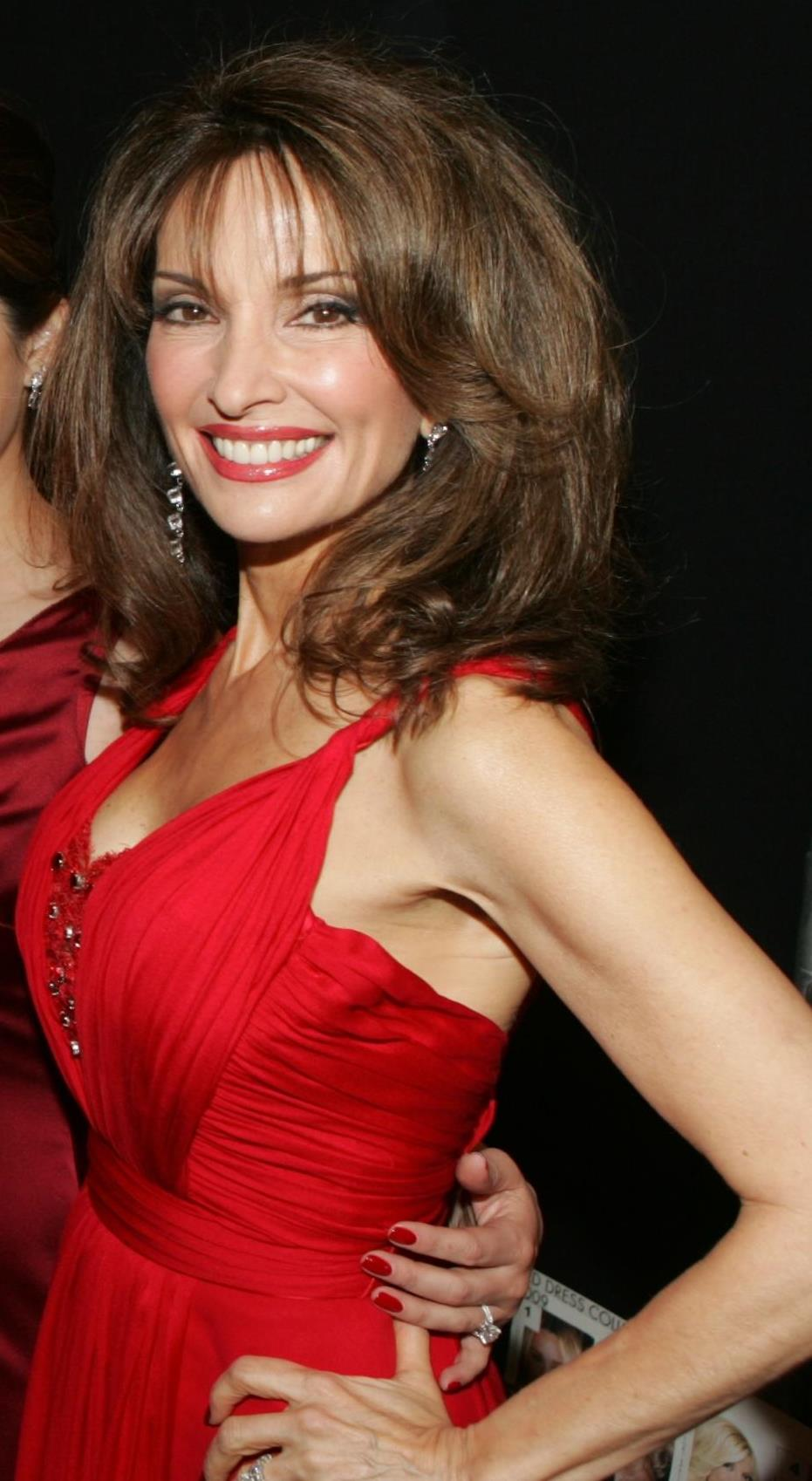
苏珊·卢琪

苏珊·维多利亚·卢琪 (Susan Victoria Lucci，1946年12月23日—) 是一位美国女演员。她曾在我的孩子們、朱門恩怨、魅力克利夫蘭中亮相。  苏珊·卢琪多次被提名參與角逐日间艾美奖剧情类最佳女主角奖，次數達21次，結果她只有1次獲獎。 